# Чанчжэн (ракеты)

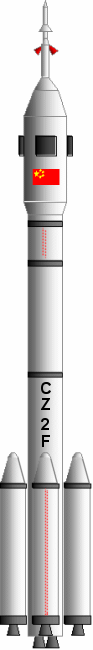
Ракета CZ-2F

Серия ракет-носителей «Чанчжэн» (кит. трад. 長征系列運載火箭, упр. 长征系列运载火箭, пиньинь Chángzhēng xìliè yùnzài huǒjiàn, палл. Чанчжэн силе юньцзай хоцзянь, буквально: Серия ракет-носителей «Великий поход») — семейство двух- и трёхступенчатых ракет-носителей Китайской Народной Республики. Своё название серия ракет-носителей получила в честь легендарного похода армии китайских коммунистов. Проектирование ракет велось под эгидой Китайской академии технологий ракет-носителей CALT.
За рубежом ракеты данной серии как правило обозначаются аббревиатурой LM- (сокращение от Long March) и следующей за ней цифрой, обозначающей число ступеней, и буквой, говорящей о конкретной модификации РН. В китайских СМИ принято обозначение CZ- (то есть ChángZhēng), а в России встречается адаптированная к русскому языку запись ВП-, хотя чаще применяется китайский вариант CZ- (например: CZ-2F).

## ТТХ семейства ракет-носителей «Чанчжэн»
Ракеты-носители «Чанчжэн» состоят из нескольких серий:
- Чанчжэн-1 — создана на основе баллистической ракеты Dong Feng 4. Первая и вторая ступени работали на НДМГ и азотной кислоте. Третья ступень твердотопливная.
- Чанчжэн-2 — создана на основе баллистической ракеты Dong Feng 5. Первая и вторая ступени, а также стартовые ускорители работают на НДМГ и тетраоксиде азота.
- Чанчжэн-3B — разновидность «Чанчжэн-2».
- Чанчжэн-4A — разновидность «Чанчжэн-2», дальнейшие модификации — Чанчжэн-4B, Чанчжэн-4C
- Чанчжэн-5 — предполагается что первая ступень и стартовые ускорители будут работать на керосине и жидком кислороде. Вторая ступень — на криогенной топливной паре жидкий водород — жидкий кислород.
- Чанчжэн-6 — трёхступенчатая ракета-носитель лёгкого класса на топливе керосин + жидкий кислород (керосин - перекись водорода на 3-й ступени)
- Чанчжэн-6A — «модифицированная» Чанчжэн-6 со значительным увеличением габаритов ступеней и использованием твёрдотопливных ускорителей, ракета-носитель среднего класса.
- Чанчжэн-6C — носитель, промежуточный по возможностям между «Чанчжэн-6» и «Чанчжэн-6A»
- Чанчжэн-7 — разновидность «Чанчжэн-5».
- Чанчжэн-8 — комбинация «Чанчжэн-7» и «Чанчжэн-3». Планируется модернизация до многоразовой РН.
- Чанчжэн-9 — перспективная сверхтяжелая ракета.
- Чанжчэн-11 — твердотопливная ракета
- Чанчжэн-12 — двухступенчатая ракета на керосине и жидком кислороде, до 10 тонн на НОО

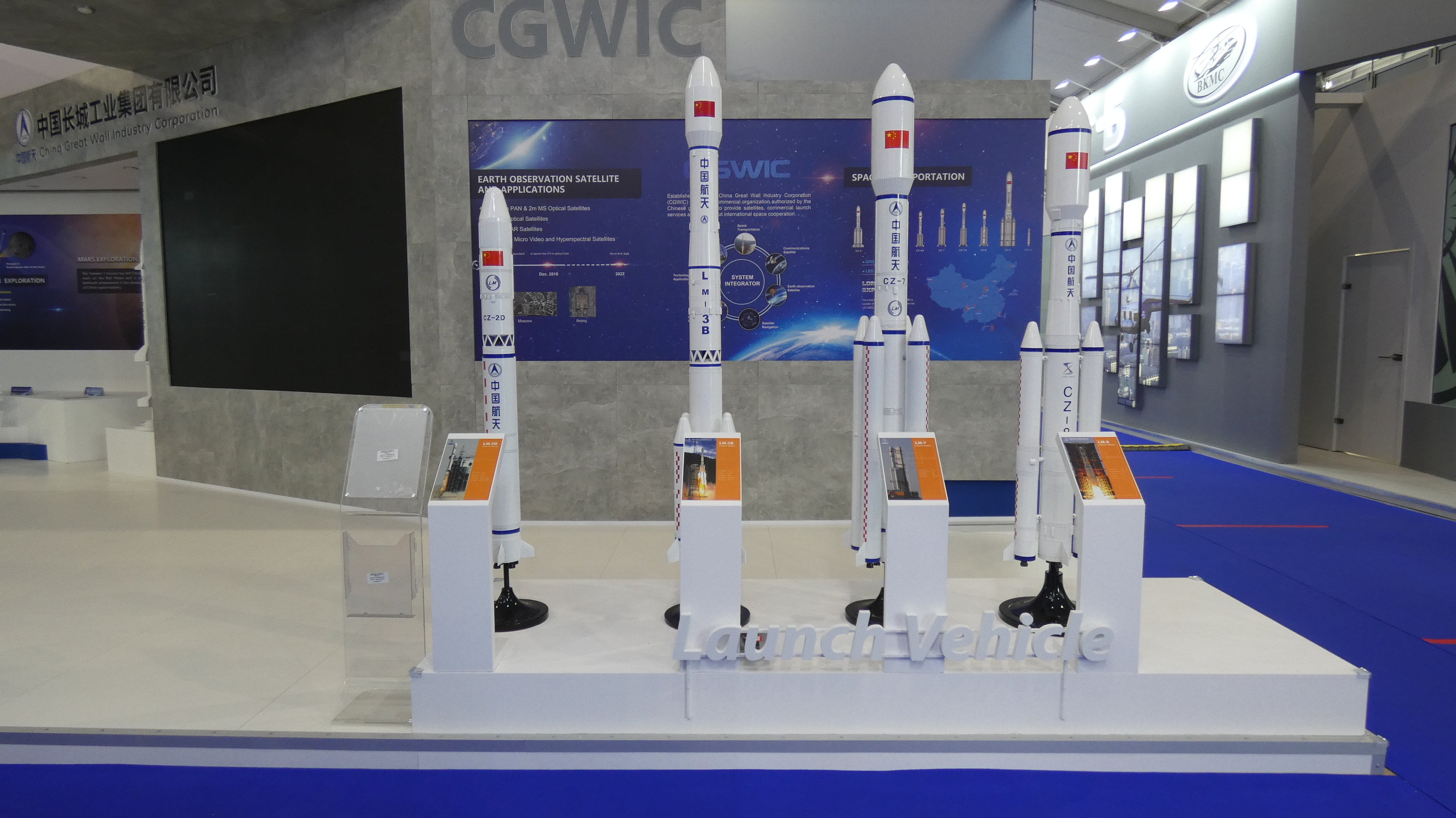
Семейство ракет-носителей на стенде авиашоу МАКС-2021

| Модель   | Статус | Количество ступеней                  | Длина, м          | Макс. диаметр, м | Стартовая масса, т | Тяга у земли, кН | Масса ПН на НОО, кг | Масса ПН на ГПО, кг |
| -------- | --- | ------------------------------------ | ----------------- | ---------------- | ------------------ | ---------------- | ------------------- | ------------------- |
| CZ-1     | Не производится                                                                                                | 3                                    | 29,86             | 2,25             | 81,6               | 1020             | 300                 | —                   |
| CZ-1D    | Не производится                                                                                                | 3                                    | 28,22             | 2,25             | 81,1               | 1101             | 930                 | —                   |
| CZ-2A    | Не производится                                                                                                | 2                                    | 31,17             | 3,35             | 190                | 2786             | 1800                | —                   |
| CZ-2C    | В эксплуатации                                                                                                 | 2                                    | 35,15             | 3,35             | 192                | 2786             | 2400                | —                   |
| CZ-2D    | В эксплуатации                                                                                                 | 2                                    | 33,667 (без щита) | 3,35             | 232                | 2962             | 3100                | —                   |
| CZ-2E    | Не производится                                                                                                | 2 (плюс 4 навесных ускорителя)       | 49,686            | 7,85             | 462                | 5923             | 9500                | 3500                |
| CZ-2E(A) | В разработке Обтекатель увеличен до 5,20 м в диаметре и до 12,39 м по длине для размещения крупногабаритной ПН | 2 (плюс 4 навесных ускорителя)       | 53,60             | —                | 695                | 8910             | 14100               | —                   |
| CZ-2F    | В эксплуатации                                                                                                 | 2 (плюс 4 навесных ускорителя)       | 58,34             | 7,85             | 480                | 5923             | 8400                | 3370                |
| CZ-2F/G  | Первый запуск в 2010 году.                                                                                     | 2 (плюс 4 навесных ускорителя)       | —                 | 7,85             | —                  | —                | 11200               | —                   |
| CZ-3     | Не производится                                                                                                | 3                                    | 43,8              | 3,35             | 202                | 2962             | 5000                | 1500                |
| CZ-3A    | В эксплуатации                                                                                                 | 3                                    | 52,3              | 3,35             | 241                | 2962             | 8500                | 2600                |
| CZ-3B    | В эксплуатации                                                                                                 | 3 (плюс 4 навесных ускорителя)       | 54,84             | 7,85             | 425,5              | 5924             | 12000               | 5100-5500           |
| CZ-3B(A) | В разработке                                                                                                   | 3 (плюс 4 навесных ускорителя)       | 62,00             | 7,85             | 580                | 8910             | 13000               | 6000                |
| CZ-3C    | В эксплуатации                                                                                                 | 3 (плюс 2 навесных ускорителя)       | 54,84             | 7,85             | 345                | 4443             | —                   | 3800                |
| CZ-4A    | Не производится                                                                                                | 3                                    | 41,9              | 3,35             | 249                | 2962             | 4000                | (ССО) 1500          |
| CZ-4B    | В эксплуатации                                                                                                 | 3                                    | 44,1              | 3,35             | 254                | 2971             | 4200                | (ССО) 2200          |
| CZ-4C    | В эксплуатации                                                                                                 | 3                                    |                   | 3,35             |                    | 2971             |                     |                     |
| CZ-5     | В эксплуатации                                                                                                 | 2 или 3 (плюс 4 навесных ускорителя) | 57                |                  | 867                |                  |                     | 14 000              |
| CZ-5B    | В эксплуатации                                                                                                 | 1 (плюс 4 навесных ускорителя)       | 53,7              |                  | 837                |                  | 25 000              |                     |
| CZ-6     | В эксплуатации                                                                                                 | 3                                    | 29,237            | 3,35             | 103,217            | 1177             | —                   | (ССО) 1080          |
| CZ-6A    | В эксплуатации                                                                                                 | 2 + 4хТТУ                            | 50                | 3,35             | 530                | 7050             |                     | (ССО 700 км) 4000   |
| CZ-6C    | В эксплуатации                                                                                                 | 2                                    | 43                | 3,35             | 217                | 2376             | 4500                | (ССО 700 км) 2000   |
| CZ-7     | В эксплуатации                                                                                                 | 2 или 3 (плюс 4 навесных ускорителя) | 53,1              | 3,35             | 597                |                  | 13500               |                     |
| CZ-8     | В эксплуатации                                                                                                 | 2 (плюс 2 стартовых ускорителя)      |                   | 3,35             |                    |                  | 7600                | 2800                |
| CZ-11    | В эксплуатации                                                                                                 | 4                                    | 20,8              | 2                | 58                 |                  | 700                 | (ССО) 350           |
| CZ-12    | В эксплуатации                                                                                                 | 2                                    | 62                | 3,8              | 430                | 5000             | 10 000 (300 км)     | (ССО 700 км) 6000   |